# Tripogandra saxicola
Tripogandra saxicola är en himmelsblomsväxtart som först beskrevs av Jesse More Greenman, och fick sitt nu gällande namn av Robert Everard Woodson. Tripogandra saxicola ingår i släktet Tripogandra och familjen himmelsblomsväxter. Inga underarter finns listade.